# Alexander Georgijewitsch Komarow
Alexander Georgijewitsch Komarow (russisch Александр Георгиевич Комаров; * 25. Juli 1923 in Chabarowsk, Russische SFSR; † 22. November 2013 in Samara) war ein sowjetischer Eishockeyspieler und -trainer.

## Karriere

### Als Spieler
Komarow begann seine Karriere in der Saison 1948/49 beim SKA Chabarowsk und wurde aufgrund der gezeigten Leistungen vom Sportklub der Roten Armee, ZDSA Moskau, verpflichtet. Mit ZDSA bzw. ZSKA wurde er 1950, 1955, 1956 und 1958 Sowjetischer Meister sowie 1952, 1953 und 1954 Vizemeister. Außerdem gewann er mit seiner Mannschaft 1954, 1955 und 1956 den sowjetischen Eishockeypokal. 1958 wechselte er innerhalb der Klass A zum SKWO Leningrad, wo er ein Jahr später seine Karriere beendete.
Insgesamt erzielte er bis zu seinem Karriereende 101 Tore in 170 Spielen der Klass A.

#### International
1954 wurde er in die sowjetische Eishockeynationalmannschaft berufen und bestritt am 29. Januar 1954 das erste offizielle Länderspiel der UdSSR gegen Finnland. Bei der Eishockey-Weltmeisterschaft 1954 gewann er mit der Sbornaja die Goldmedaille, beim Turnier ein Jahr später die Silbermedaille. 1954 wurde er als Verdienter Meister des Sports der UdSSR ausgezeichnet.
Für die Nationalmannschaft erzielte er insgesamt 11 Tore in 30 Länderspielen. Am 29. Dezember 1956 bestritt er sein letztes Länderspiel.

### Als Trainer
Zwischen 1958 und 1962 war er Cheftrainer von SKA Leningrad. 1963 wurde er Trainer des SKA Kuibyschew und übte diese Funktion bis 1968 aus. In der Saison 1973/74 kehrte er noch einmal als Trainer zum gleichen Verein zurück.

## Erfolge und Auszeichnungen
- 1950, 1955, 1956 und 1958 Sowjetischer Meister mit ZSKA Moskau
- 1952, 1953 und 1954 Sowjetischer Vizemeister mit ZSKA Moskau
- 1954, 1955 und 1956 Gewinn des sowjetischen Eishockeypokals mit ZSKA Moskau
- 1954 Goldmedaille bei der Weltmeisterschaft
- 1954 Verdienter Meister des Sports der UdSSR
- 1955 Silbermedaille bei der Weltmeisterschaft